# František Urban

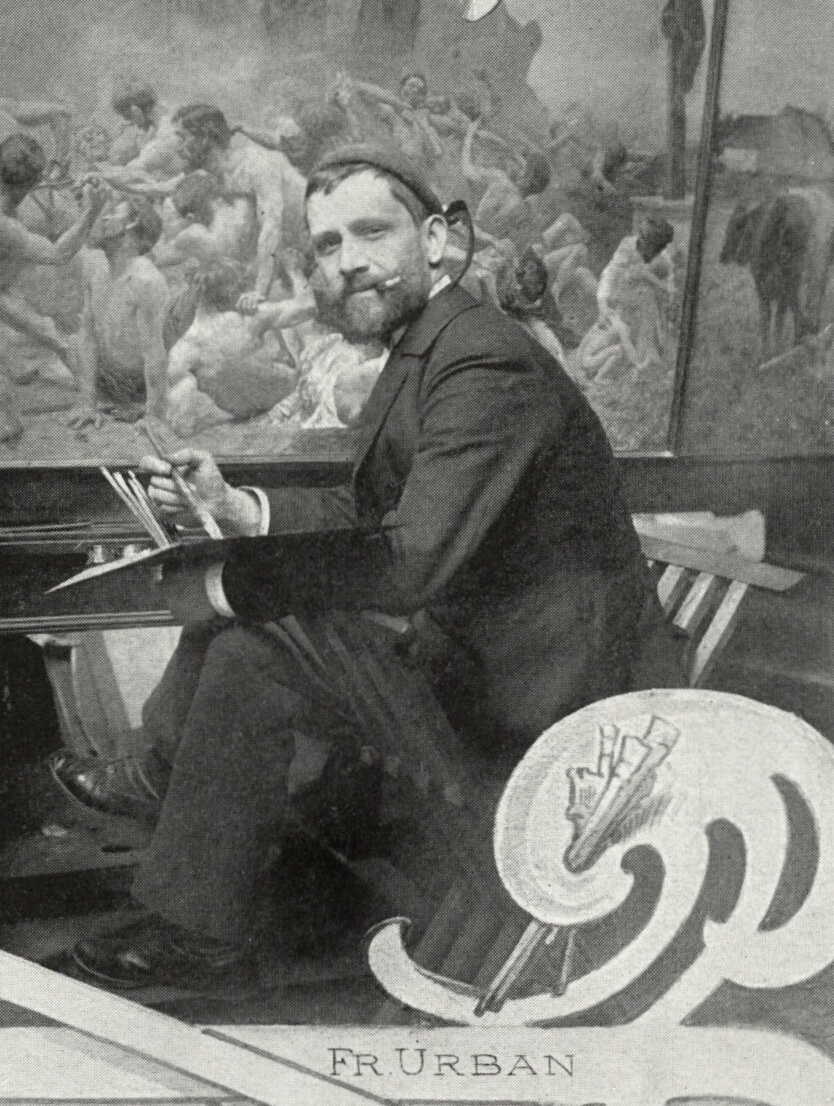
František Urban (Fotoporträt 1899)

František Urban, zuweilen auch Franz, Vornamen in der Geburtsmatrik František Jan (* 15. Juli 1868 in Karolinenthal (tschechisch Karlín), Königreich Böhmen, Österreich-Ungarn; † 9. März 1919 in den Königlichen Weinbergen (Královské Vinohrady), Tschechoslowakei. Geburts- und Sterbeort sind heute Stadtteile von Prag) war ein tschechischer akademischer Maler des Jugendstils mit Werken vor allem religiöser, allegorischer und symbolistischer Thematik.

## Familie
František Urbans Eltern waren der Schuhmacher in Karolinenthal František Urban aus Tabor und dessen Ehefrau Františka geb. Němec (Němcová) aus Prag. Er war verheiratet mit der Malerin Marie Urbanová-Zahradnická (1868–1945) aus Prag, das Paar hatte zwei Söhne, Ivo (* 7. Juni 1899) und Cyrill (* 27. Juni 1901) und eine Tochter Marie (* 8. September 1902).

## Ausbildung und Werk
Nach einer Ausbildung zum Porzellanmaler in einer Fabrik studierte er im Atelier von František Ženíšek (1849–1916) an der Prager Kunstgewerbeschule (Uměleckoprůmyslová škola), der heutigen Akademie für Kunst, Architektur und Design Prag. Nach seinem Studienabschluss arbeitete er mit dem Maler Jan Dědina (1870–1955) zusammen.
Sein hauptsächliches Werk besteht aus großflächigen Baudekorationen vor allem in Kirchen, die er zum Teil zusammen mit seiner Ehefrau Marie gestaltete, die sich vor allem als Blumenmalerin einen Namen machte. Er schuf zudem Märchenillustrationen und Gebrauchsgrafik; so entwarf er beispielsweise die österreichische Hundert-Kronen-Banknote, Plakate, Aktien und Urkunden. In ihren technischen Ausführungen erinnern seine Werke an solche Alfons Muchas (1860–1939), jedoch weisen sie in ihrer thematischen Schilderung einen geringeren Abstraktionsgrad auf. Zahlreiche seiner Werke gelangten 1921 durch Vermittlung des Bischofs von Königgrätz (Hradec Králové) Josef Doubrava (1852–1921) an die Galerie der modernen Künste dieser Stadt.
Im Jahr 1912 nahm ihn die Tschechische Akademie der Wissenschaften und Künste als korrespondierendes Mitglied auf.

## Einzelne Werke (Auswahl)
- Zusammen mit Adolf Liebscher (1857–1919) gewann er den Wettbewerb um die Ausgestaltung der Fenster der Kirche St. Ludmilla (in Vinohrady);
- im Jahr 1897 schmückte er den Dom der heiligen Barbara in Kuttenberg (Kutná Hora) mit Votivfenstern  aus;
- im Jahr 1898 dekorierte er die St.-Bartholomäus-Kathedrale in Pilsen;
- im Jahr 1904 bemalte er die königliche Kapelle St. Wenzel und Ladislaus im Welschen Hof (Vlašský dvůr) in Kuttenberg.

Gemeinsam mit seiner Frau gestaltete er
- in den Jahren 1900 bis 1903 die Wand- und Deckengemälde und 1911 die Lünetten der Basilika St. Peter und Paul auf dem Vyšehrad;
- im Jahr 1909 führten beide in nur vier Monaten die umfangreiche innere Ausgestaltung der von Rudolf Vomáčka und seinem Sohn Jan entworfenen neuromanischen Kirche Mariä Himmelfahrt in Grunta (deutsch Grund) durch.

Weitere Wirkungsorte Urbans waren die Kirche der Jungfrau Maria in Bezdědice (deutsch Besdieditz), Bezirk Beraun, und die Dekanatskirche St. Stephan in Kouřim (deutsch Gurim).

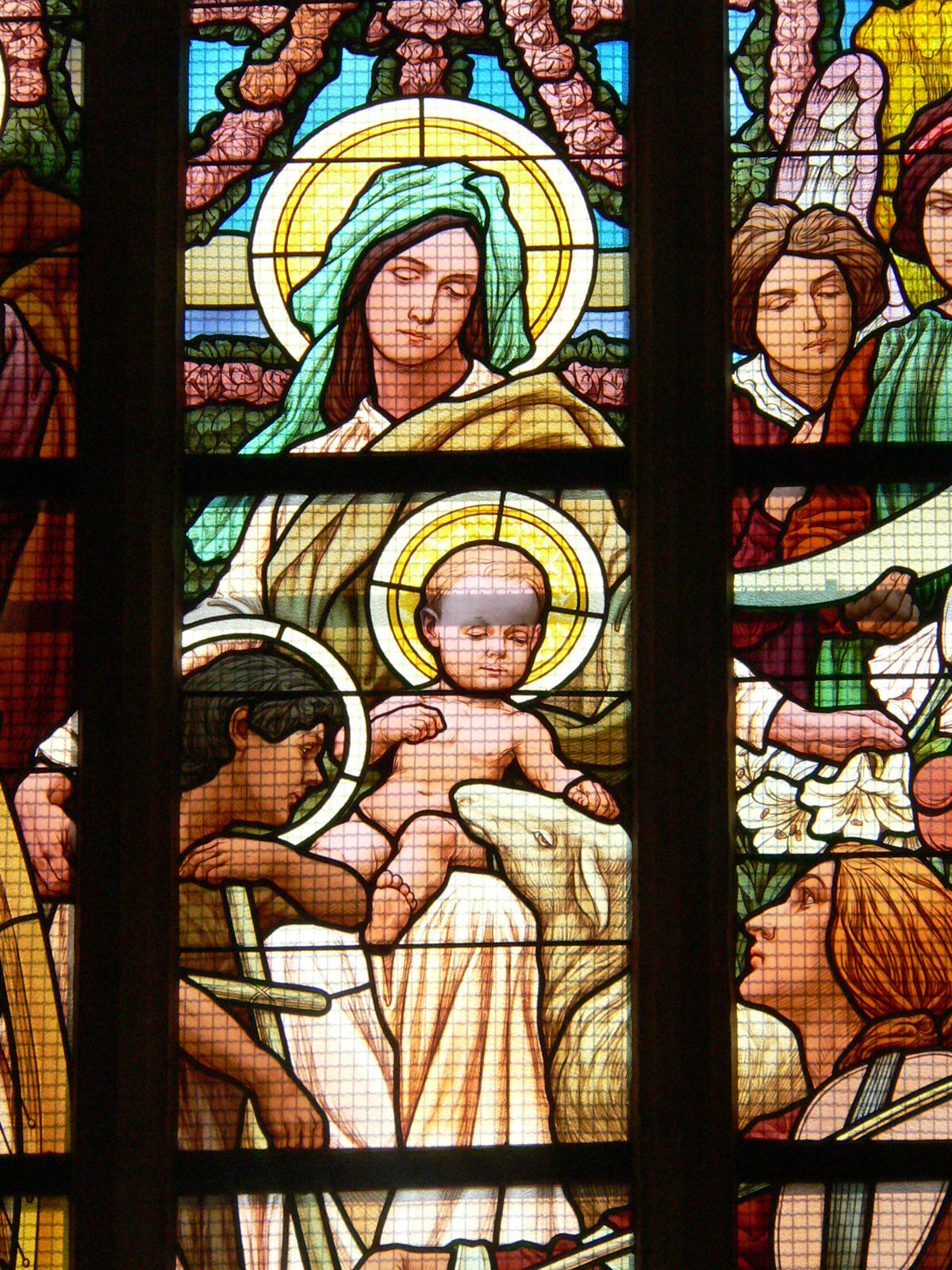
Die Mutter Gottes als Votivfenster im Dom der heiligen Barbara in Kuttenberg (1897)
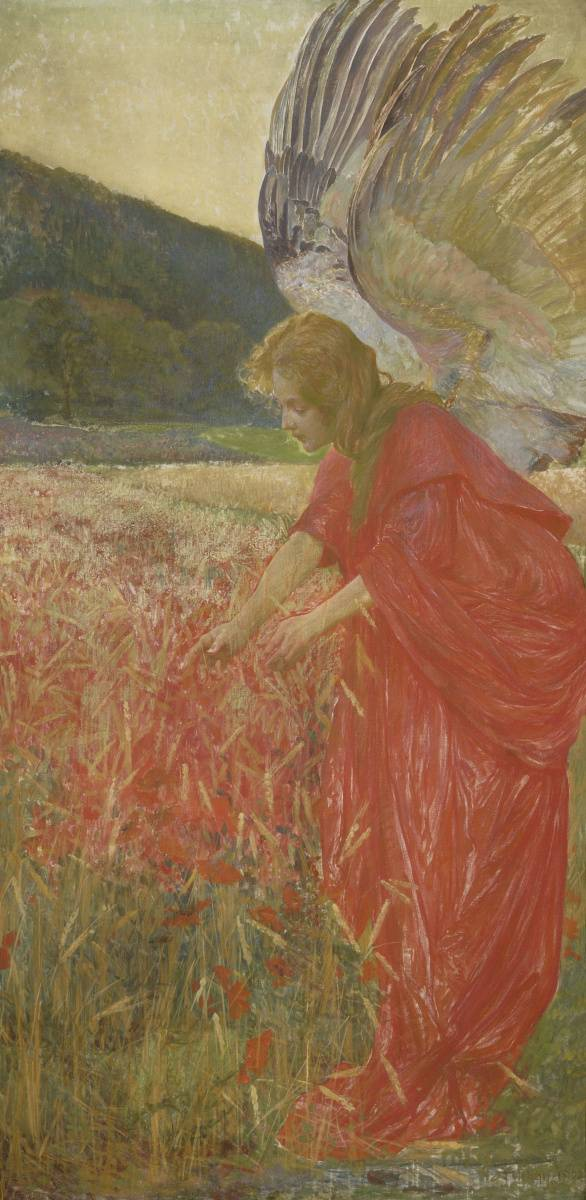
Anděl (Engel) (1902)
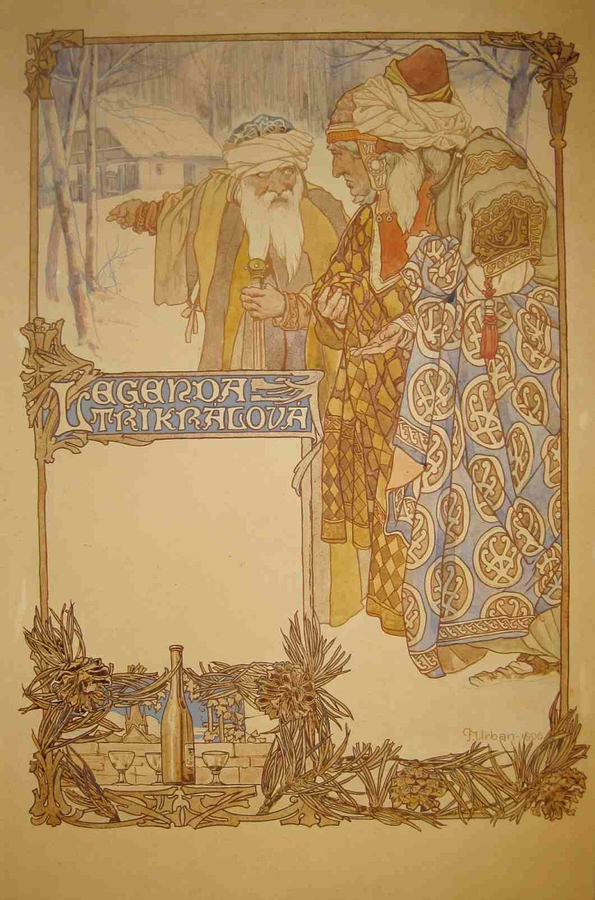
Legenda tříkrálová (Dreikönigslegende); Illustration (1906)
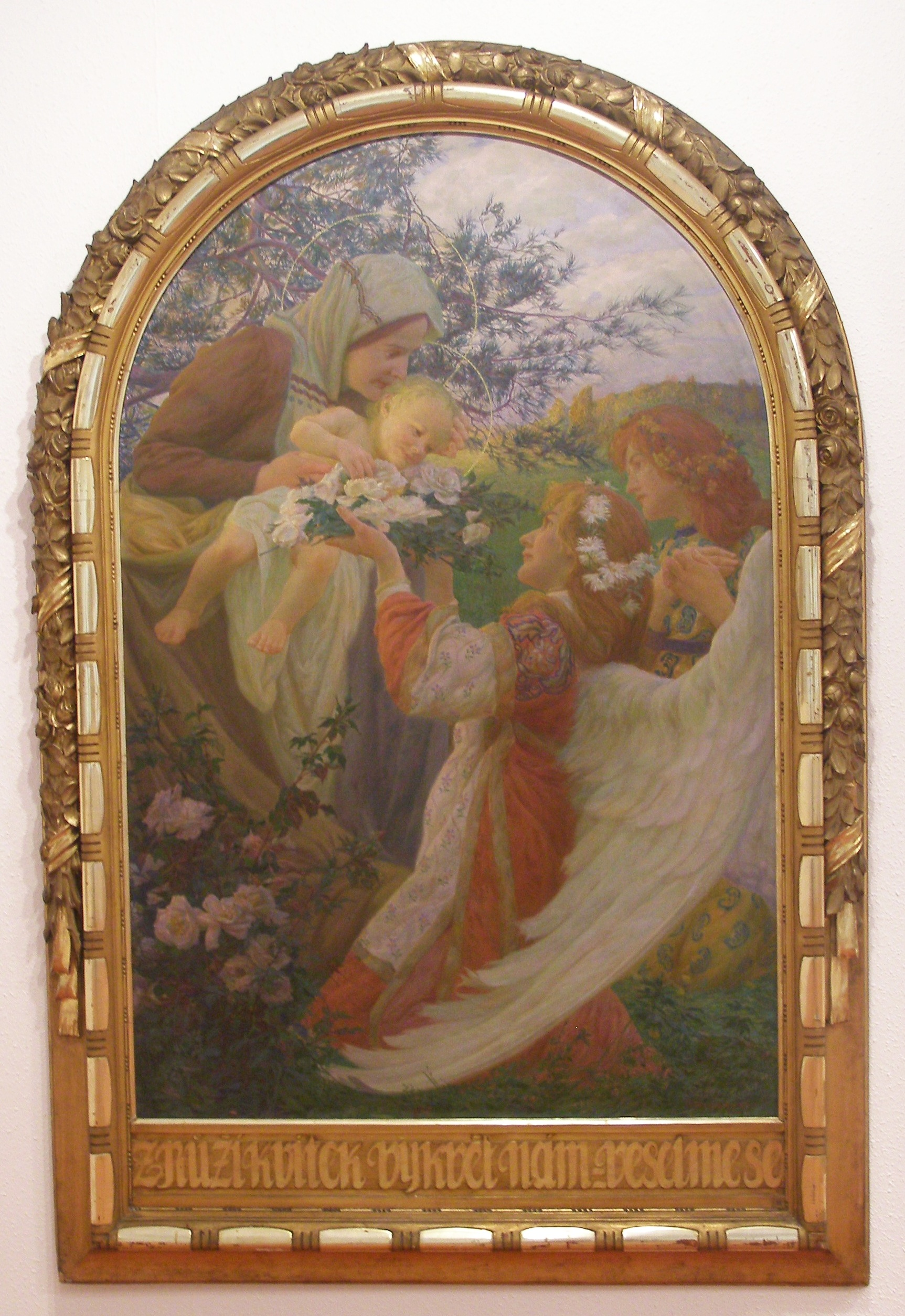
Madona v růžích (Madonna in Rosen) in der Galerie der modernen Künste in Kuttenberg (1910)
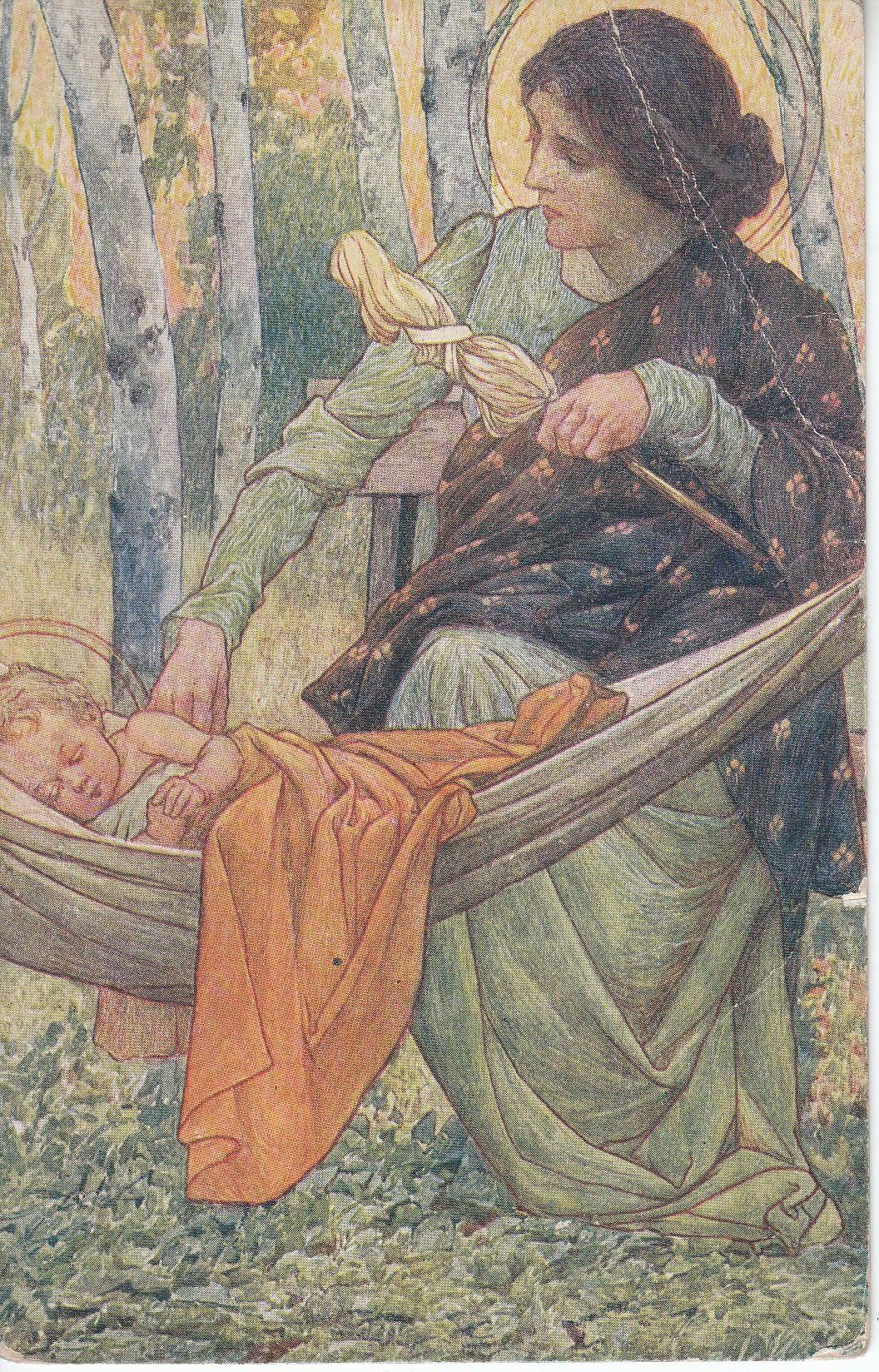
Mateřské štěstí (Mutterglück)